# Вера Деянова
Вера Деянова е българска преводачка на художествена литература и хуманитаристика от полски език.

## Биография
Родена е на 7 март 1946 г. в София. През 1969 г. завършва българска филология и история в Софийския университет „Св. Климент Охридски“ с дипломна работа върху творчеството на писателя Константин Константинов. През 1976 – 1979 прави редовна докторантура по социология на културата и медиите във Варшавския университет с научен ръководител проф. Юзеф Конджелски.
Участва в Първия и Втория световен конгрес на преводачите на полска литература – Краков 2005, 2009.
През 2008 г. специализира в Краков със стипендия за преводите си на полския поет Збигнев Херберт.
Член е на Съюза на българските журналисти (от 1976) и на Съюза на преводачите в България (от 1996).

## Професионален път
- 1972 – 1976: Редактор в Българско радио, Главна редакция „Култура“.
- 1980 – 1990: Зам. гл. редактор, „Проучвания на програмите и аудиторията“ в Българско радио и Българска телевизия.
- 1990 – 1993: Зам. гл. редактор, научно-образователна програма „Знание“ на Българското национално радио.
- 1993 – 1996: Активна преводаческа дейност. Със съдействието на Полския институт в София осъществява преводи на значими творби на полската литература и хуманитаристика.
- 1996 – 2003: Институт по социология, БАН.

## Отличия, награди
- 1995 – Годишна награда на Съюза на преводачите в България за Ваканциите на мизантропа, избрани стихове от Ева Липска, Литературен форум, София 1994.
- 1998 – Почетно отличие Заслужил за полската култура.
- 2001 – Кавалерски кръст на Ордена за заслуги на Република Полша.
- 2004 – Годишна награда на Съюза на преводачите в България за Збигнев Херберт, Силата на вкуса, 100 стихотворения, Стигмати, София 2000.
- 2008 – Диплом – номинация за наградата „Христо Г. Данов“, категория „Преводна художествена литература“, на Министерството на културата и Община Пловдив – за Збигнев Херберт, „Натюрморт с юзда“, Стигмати, София 2008.

## Преводи
- Чеслав Милош, Поробеният разум, Галактика, Варна 1992.
- Адам Михник, Принц и просяк (портрет на Лешек Колаковски), В: А. Михник, Коленичи се само пред Бога, избрани творби, Фонд 13 века България, София 1993.
- Ева Липска, Ваканциите на мизантропа, избрани стихове, Литературен форум, София 1994.
- Ришард Легутко, Споровете за капитализма, Перо, София 1995.[2]
- Йежи Шацки, Либерализъм след комунизма, ГАЛ-ИКО, София 1996.
- Карол Войтила (Папа Йоан Павел II), Любов и отговорност, Нов ден, София 1996.
- Ришард Криницки, Магнетична точка, избрани стихове, Стигмати, София 1997.[3]
- М. Тимовски, Я. Кеневич, Й. Холцер, История на Полша, Абагар, Велико Търново 1998.
- Йоан Павел II, Енциклика Fides et ratio (Вяра и разум), Демократически преглед, София, зима 98'99.
- Збигнев Херберт, Силата на вкуса, 100 стихотворения, Стигмати, София 2000.
- Збигнев Херберт, Варварин в градината, Стигмати, София 2000.
- Чеслав Милош, Крайпътно кученце, есеистика, Факел експрес, София 2002.
- Чеслав Милош, Орфей и Евридика, Детонация, София 2004.
- Зджислав Краснодембски, Постмодерните дилеми на културата, Стигмати, София 2004.
- Збигнев Херберт, Натюрморт с юзда, Стигмати, София 2008.
- Херберт, брошура, издадена по повод Годината на Збигнев Херберт, Полски Институт в София, 2008.
- Ванда Смоховска-Петрова, Ванда в страната на българските чудеса, изд. В. Траянов, София 2009.
- Гражина Шват-Гълъбова, HAERESIS BULGARICA в българското културно съзнание на ХІХ и ХХ век, Университетско издателство „Св. Кл. Охридски“, София 2010.
- Чеслав Милош, На брега на реката. Избрана поезия, Балкани, София 2011.
- Чеслав Милош, Поробеният разум, второ издание, Балкани, София 2011.
- Чеслав Милош, Крайпътно кученце, второ издание, Балкани, София 2011.
- Ришард Криницки, Камък, скреж, Стигмати, София 2011.
- Чеслав Милош, Годината на ловеца (заедно с Боян Обретенов), Балкани, София 2012
- Ева Липска, Портокалът на Нютон и други стихотворения, Стигмати, София 2012.

## Редакции
- Я. Ивашкевич, Брезова горичка, прев. В. Томов. Профиздат, София 1986.
- Ю. Кшижановски, История на полската литература, прев. К. Петков и Л. Василева, Наука и изкуство, София 1988.
- М. Павликовска-Ясножевска, Вкусът на любовта, прев. П. Карагьозов, Полски институт в София, 1995.
- Т. Дайчер, Диалог за вярата, прев. В. Смоховска-Петрова, Стигмати, София 1999.
- В. Смоховска-Петрова, Пътят към смъртта и възкресението у Достоевски, Изд. център „Боян Пенев“, БАН, София 2008.
- Х. Пошвятовска, Мога само да обичам, двуезично издание, прев. Л. Селяшки, изд. Фабер, Велико Търново, изд. Български писател, София 2011.
- Ст. Юрковски, Под всяко слънце, двуезично издание, прев. Л. Селяшки, изд. Българска книжница, София 2012

## Популяризиране на полската култура в България
- От 1980: Българско радио – литературни радиопортрети на полски творци.
- Декември 1988: Телевизионен мост София-Краков с участието на учени и културни дейци от двете страни по случай 100-годишнината на Софийския университет и 90-годишнината на българистиката в Ягелонския университет.
- От 1989: Преводи на стихове, есета, фрагменти от книги, интервюта с полски творци в литературната периодика – в. „Литературен форум“, „Литературен вестник“, „Век 21“, „Философски вестник“, сп. „Език и литература“, „Родна реч“, „Страница“, „Съвременник“, „Факел“, „Панорама“.
- 1990: Един от учредителите на Дружеството за българо-полска солидарност „Боян Пенев“, в което участват български интелектуалци, свързани с полската култура. В сътрудничество с Полския институт в София и Дружеството, обединяващо Българската Полония – „Владислав Варненчик“, работи за укрепване на духовните контакти с Полша.
- 1996 – 1998: Като председател на Дружеството за българо-полска солидарност „Боян Пенев“ организира конференция на тема „Културотворческата мисия на българската полонистика“ с участието на всички поколения преводачи. Проведено е и социологическо проучване „Представи на българина за Полша и поляците“ и е съставен каталогът „Полски автори в България 1989 – 1998“, разкриващ интензивната работа по пренасяне на полски културни ценности в България – над 100 издадени заглавия през изтеклото десетилетие.
- 1998: Превод на Пролог и Сцена I от Част III на Задушница от Адам Мицкевич – театрална инсценизация по повод 200-годишнината от рождението на поета.
- 2000: По повод на почетното участие на Полша във Франкфуртския панаир на книгата спечелва конкурса на полския фонд за литература „Вила Дециус“ и публикува в издателство „Стигмати“ два тома на Збигнев Херберт[4] – първо представяне на поета в България.